# Campo San Martino
Campo San Martino ist eine nordostitalienische Gemeinde (comune) mit 5600 Einwohnern (Stand 31. Dezember 2023) in der Provinz Padua in Venetien. Die Gemeinde liegt etwa 16 Kilometer nordnordwestlich von Padua an der Brenta.

## Persönlichkeiten
- Antonio Scarante (1873–1944), Bischof von Faenza
- Cristian Salvato (* 1971), Radrennfahrer

## Verkehr
Durch die Gemeinde führt die ehemalige Strada Statale 47 della Valsugana (heute: Provinzstraße) von Padua nach Trient.